# Luca Birigozzi
Luca Birigozzi (Milano, 24 aprile 1960) è un ex calciatore italiano, di ruolo centrocampista.

## Carriera
È stato un centrocampista che ha toccato i suoi livelli più alti nei primi anni ottanta in cui giocò in Serie A nella Roma e nel Pisa, totalizzando complessivamente 31 presenze e 2 reti in massima serie e aggiudicandosi con i giallorossi la Coppa Italia 1980-1981.
Ha inoltre militato in Serie B con le maglie di Ternana, Pisa e Sambenedettese, per complessive 57 presenze e 6 reti, centrando la promozione in A col Pisa nella stagione 1981-1982.

## Palmarès

### Club

#### Competizioni nazionali
- Campionato Interregionale: 1

Solbiatese: 1988-1989
- Coppa Italia: 1

Roma:  1980-1981